# Фоль, Герман
О сорте винограда см. Фоль (виноград)
Герман Фоль (Hermann Fol; 1845—1893) — швейцарский зоолог и эмбриолог.

## Биография
Изучал медицину и естественные науки сначала в Женеве, затем в Йене.
В 1866—1867 гг. принял участие в экспедиции, снаряженной прусским правительством для изучения Канарских островов. Экспедиция, в состав которой вошли известные ученые Геккель, Грееф и Миклухо-Маклай, отправилась на военном судне «Ниобиде» на Канарские острова, где были собраны богатые коллекции морских и наземных животных, и вернулась на следующий год; в Могадоре Фоль с Миклухо-Маклаем отделились от экспедиции и предприняли путешествие в бывшую марокканскую столицу Марракеш и отсюда вернулись в Йену через Испанию. 
Фоль продолжал свои занятия сначала в Гейдельберге, затем в Цюрихе и Берлине, где в 1869 году был удостоен степени доктора медицины за выдающуюся работу об анатомии и развитии гребневиков. Затем Фоль вернулся в Женеву, где с 1878 года занял кафедру сравнительной эмбриологии и тератологии. Отсюда неоднократно отправлялся на берега Средиземного моря. В это время Фоль написал капитальные труды по развитию моллюсков и занялся исследованием явления оплодотворения и первых стадий развития преимущественно у иглокожих. Результаты этих исследований изложены Фолем в известном труде «Recherches sur la fécondation et le commencement de l’hénogénie chez divers animaux» («Mém Soc. Phys. Geneve», 1878—79); в другом труде, озаглавленном «Die erste Entwickelung des Geryonideneies», Фоль впервые описал появляющиеся при делении клетки «лучистые фигуры» и «лучистые, или аттракционные, центры». Фоль был первым, кто наблюдал проникновение сперматозоида в яйцевую клетку. 
С 1882 года Фоль занялся изучением бактерий и микробиологией вообще. В 1886 году Фоль поселился в Виллафранке. Последняя работа Фоля в области эмбриологии, под заглавием «Le Quadrille des Centres», обратила на себя всеобщее внимание. В этой работе Фоль указал на интересные изменения, происходящие при оплодотворении в ядрах сперматозоида и яйцевой клетке, а также и роль центросом. Написал многочисленные работы по микрофотографии, проникновению световых лучей в глубину вод и по другим предметам. 
В 1892 году Φоль, получив поручение от французского правительства изучить берега Туниса и греческие острова в фаунистическом отношении, снарядил яхту «Aster», на которой выехал 1 (13) марта 1892 года из Гавра с целью предварительно дойти до Ниццы. Яхта эта, однако, на место назначения не прибыла и, вероятно, погибла в пути.

## Труды
Из многочисленных работ Ф. кроме вышеупомянутых назовем следующие:
- «Ein Beitrag zur Anatomie und Entwickelungsgeschichte einiger Rippenquallen» (дисс., Берл., 1869);
- «Etudes sur le développement des Mollusques» (3 части, «Arch. Zool. Exp.», 1875 и 1876, 1879—80);
- «Sur les phénomenes intimes de la division cellulaire» («C.-R. Ac. Paris», 1876 и 1877);
- «Sur le commencement de l’hénogénie chez divers animaux» («Arch. sc. phys. Geneve», 1877);
- «Effet produit par l’introduction de plusieurs zoospermes dans un même oeuf» (там же, 1883);
- «Sur l’oeuf et ses enveloppes chez les Tuniciers» («Rec. zool. Suisse», 1883);
- «Sur le Sticholonche Zanclea et un nouvel ordre de Rhizopodes» (Женева, 1883);
- «Lehrbuch der vergleichenden mikroskopischen Anatomie» (1-й выпуск, Лпц., 1884; полный учебник появился после смерти Ф., в 1894 г.);
- «Zoologie générale» (Женева, 1886);
- «Pénétration de la lumiere du jour dans les eaux du Lac de Geneve et dans celles de la Méditerranée» (вместе с Саразеном, «Mém. Soc. phys. Geneve», 1887);
- «Le quadrille des centres, un épisode nouveau dans l’histoire de la fécondation» («Arch. Sc. phys. Geneve», 1891).